# 小杉義男
小杉 義男（、1903年〈明治36年〉9月15日 - 1968年〈昭和43年〉3月12日）は、日本の俳優。叔父に日本画家の小杉放庵、長女は元女優の小杉公子。栃木県出身。

## 略歴・人物
栃木県上都賀郡日光町生まれ。日本館にいた石井漠に舞踊、松島詩子にコールユーブンゲンを習い、浅草オペラの歌手として活躍する。その後は、伊庭孝の新星歌舞劇団を経て新劇協会に入り、帝国ホテル演芸場での『桜の園』のヤーシャで認められる。
1925年、築地小劇場に入り、『どん底』の靴屋のアリョーシカで認められ、これを持ち役とし、以降はこわもての風貌を武器に脇役として個性的な演技で活躍。映画初出演は、1927年に築地小劇場の座員と共に出演した『黎明』。
1934年に新協劇団の結成に参加。翌1935年には舞台活動と併行して、東宝の前身である映画会社P・C・Lと契約。時代劇、舞台劇を問わず多くの東宝映画に出演する。黒澤明の映画にもたびたび起用され、『姿三四郎』、『虎の尾を踏む男達』、『七人の侍』などに出演。世界的スターであり、小杉の後輩である三船敏郎とも三船のデビュー作から共演することが多かった。
特撮作品にも数多く出演しており、特に本多猪四郎が監督を務める作品には数多く出演した。本多は、小杉について新劇出身で芝居がうまかったと評している。鋭い眼光で、悪役や軍人役などを演じた。
また東宝の俳優養成所では発声の授業を受け持ち、養成所内ではひときわ厳しい先生の一人だった。教え子の一人である佐原健二は、のちに特撮ドラマ『ウルトラQ』第25話の「悪魔ッ子」で小杉と共演した際、劇中の魔術師のメイクをした恩師の顔があまりに怖くて言葉に詰まってしまい、とっさにあいさつできなかったという。
同じく演技研修を受けた夏木陽介は、小杉は竹刀を握って厳しく指導していたといい、夏木は反抗的な態度をとっていたという。一方で、夏木らには自身の撮影現場を見に来ないよう指示しており、こっそり覗いた夏木は監督から絞られる小杉の姿を見て先生としての体面を保ちたかったのだと察した。

## 出演作品

### 映画
- 兄いもうと (1936年)
- 上海陸戦隊（1939年）
- 白蘭の歌（1939年）
- 馬（1941年）
- 指導物語（1941年）
- 阿片戦争（1943年）
- 姿三四郎（1943年） - 門馬三郎
- 虎の尾を踏む男達（1945年）
- 銀嶺の果て（1947年）
- 悲歌（1951年）
- 戦国無頼（1952年）
- 太平洋の鷲（1953年） - 陸軍B中佐[8]
- 潮騒（1954年）
- 七人の侍（1954年）
- 獣人雪男（1955年） - 大場[1][2]
- 柿の木のある家（1955年）
- 白夫人の妖恋（1956年） - 役人A[8]
- 地球防衛軍（1957年） - 杉本司令[8][2]
- 東京の休日（1958年）
- 人生劇場 青春篇'1958年）
- 隠し砦の三悪人（1958年）
- 孫悟空（1959年）
- 戦国群盗伝（1959年）
- 日本誕生（1959年） - 稲葉[8]
- 暗黒街の対決（1960年）
- ハワイ・ミッドウェイ大海空戦 太平洋の嵐（1960年） - 機関長[8]
- ガス人間第一号（1960年） - 稲尾刑事[8][2]
- 大坂城物語（1961年）
- モスラ（1961年） - 第二玄洋丸船長[8][2][3]
- ゴジラシリーズ
  - キングコング対ゴジラ（1962年） - ファロ島の酋長[1][2][3]
  - モスラ対ゴジラ（1964年） - インファント島の長老[1][3]
  - 三大怪獣 地球最大の決戦（1964年） - インファント島酋長[9][3]
- 忠臣蔵 花の巻・雪の巻（1962年） - 堀部弥兵衛
- どぶろくの辰（1962年、東宝）
- 秘剣
- 太平洋の翼（1963年） - 落合少佐[8]
- フランケンシュタイン対地底怪獣（1965年） - 自衛隊幹部A[8][3]
- 暴れ豪右衛門（1966年） - 権爺
- 日本のいちばん長い日（1967年） - 岡田厚相

### テレビドラマ
- 松本清張シリーズ・黒の組曲 第35話「破談変異」（1962年）
- 風雪
  - 第4回「大樹のしげり」（1964年） - 平田伝七
  - 第15回「海運豪商録」（1964年） - 大久保利通
- ウルトラQ 第25話「悪魔ッ子」（1966年） - 東洋魔術団長・赤沼[1]
- 三匹の侍 第5シリーズ 第5話「獣」（1967年） - 尾張屋吾兵衛